# Jacques Ogg
Jacques Ogg (Maastricht, 28 de agosto de 1948) es un clavecinista, fortepianista y director de orquesta neerlandés especializado en música clásica y barroca en instrumentos de la época.
Estudió el clavecín en Maastricht con Anneke Uittenbosch y el órgano con Kamiel D'Hooghe. De 1970 a 1974, continuó sus estudios de clavecín con Gustav Leonhardt en el Conservatorio de Ámsterdam, donde se graduó y recibió el título de clavecín. Actualmente conocido por sus actividades de dirección y por tocar el clavecín y el fortepiano, que incluyen conciertos como solista y con otros músicos, como Wilbert Hazelzet con la flauta barroca y Jaap ter Linden con el violonchelo barroco y la viola da gamba. Jacques Ogg toca también como solista con la agrupación barroca Orquesta del siglo XVIII.
Desde el 2000, ha sido el director artístico de la Orquesta Barroca de Lyra en St. Paul, Minnesota.
Jacques ha impartido clases magistrales en todo el mundo en países como Brasil, Canadá, España, México, Portugal, Argentina, Polonia y los Estados Unidos. Ogg ha hecho muchas grabaciones a lo largo de los años. Una de sus grabaciones más conocidas es Goldberg Variations, de Bach.
Es profesor en el Conservatorio Real de La Haya, Países Bajos, donde realiza sus grabaciones como solista o tocando con otros profesionales.
Ha sido profesor en cursos de la Academia de Música Antigua de la Universidad de Salamanca Archivado el 14 de agosto de 2019 en Wayback Machine.